# Jogos Sul-Asiáticos de 1989
Os Jogos Sul-Asiáticos de 1989 foram a quarta edição do evento multiesportivo, realizado em Islamabad, no Paquistão. Como logotipo, esta edição teve sete anéis envolvendo uma construção sobre outros cinco anéis, dessa vez, redondos (lembrando os olímpicos).

## Países participantes
Sete países participaram do evento:
- Bangladesh
- Butão
- Índia
- Maldivas
- Nepal
- Paquistão
- Sri Lanka

## Quadro de medalhas
País sede destacado.
| Ordem | País       | Medalha de ouro | Medalha de prata | Medalha de bronze |     |
| ----- | ---------- | --------------- | ---------------- | ----------------- | --- |
| 1     | Índia      | 61              | 43               | 20                | 124 |
| 2     | Paquistão  | 42              | 33               | 22                | 97  |
| 3     | Sri Lanka  | 6               | 10               | 21                | 37  |
| 4     | Nepal      | 1               | 13               | 32                | 46  |
| 5     | Bangladesh | 1               | 12               | 24                | 37  |
| 6     | Butão      |                 |                  | 3                 | 3   |
| TOTAL | TOTAL      | 111             | 111              | 122               | 344 |